# Henri-Honoré Bescherelle
Pour la série de livres sur la grammaire, voir Bescherelle.
Pour les articles homonymes, voir Bescherelle.
Henri-Honoré Bescherelle, dit « Bescherelle jeune », pour le distinguer de son frère « Bescherelle l'aîné », né Henri René Sulpice Bescherelle à Paris le 13 juin 1804, mort à Paris 2e le 8 mars 1883, est un lexicographe et grammairien français.
Il épouse Virginie Plouin le 14 février 1832, selon l'état-civil reconstitué des archives de Paris.

## Biographie et travaux
En 1842, avec son frère Louis-Nicolas, il publia Le Véritable Manuel des conjugaisons ou la science des conjugaisons mise à la portée de tout le monde, un guide de conjugaison devenu célèbre depuis, au point que le nom de Bescherelle s'est quasiment substantivé dans le français parlé usuel pour désigner les éditions successives du manuel jusqu'à nos jours puis, par extension, n'importe quel manuel de conjugaison. 
Les frères Bescherelle publièrent une Grammaire nationale qui connut plusieurs éditions tout au long du XIXe siècle.
Henri-Honoré Bescherelle fut associé à la plupart des travaux de son frère, au Dictionnaire national ou Dictionnaire universel de la langue française, dictionnaire majeur du XIXe siècle et L'Instruction popularisée par l'illustration en 1851, ainsi qu'aux autres ouvrages : Dictionnaire des verbes, Dictionnaire français-allemand, Dictionnaire français-anglais, etc.
Il publia sous le nom de Bescherelle jeune un Dictionnaire classique de la langue française : le plus exact et le plus complet de tous les ouvrages de ce genre... ; suivi d'un Dictionnaire géographique, historique, biographique et mythologique / par H. Bescherelle jeune,... - Bloud et Barral (Paris) - 1880